# Science-Fiction-Jahr 1971
Übersicht

◄◄ | ◄ | 1967 | 1968 | 1969 | 1970 | Science-Fiction-Jahr 1971 | 1972 | 1973 | 1974 | 1975 | ► | ►►

Weitere Ereignisse

## Ereignisse
- Der Locus Award wird zum ersten Mal verliehen.